# Harenfa
Harenfa là một đô thị thuộc tỉnh Chlef, Algérie. Dân số thời điểm năm 2002 là 16.356 người.